# Confrérie des Charitables de Saint-Éloi

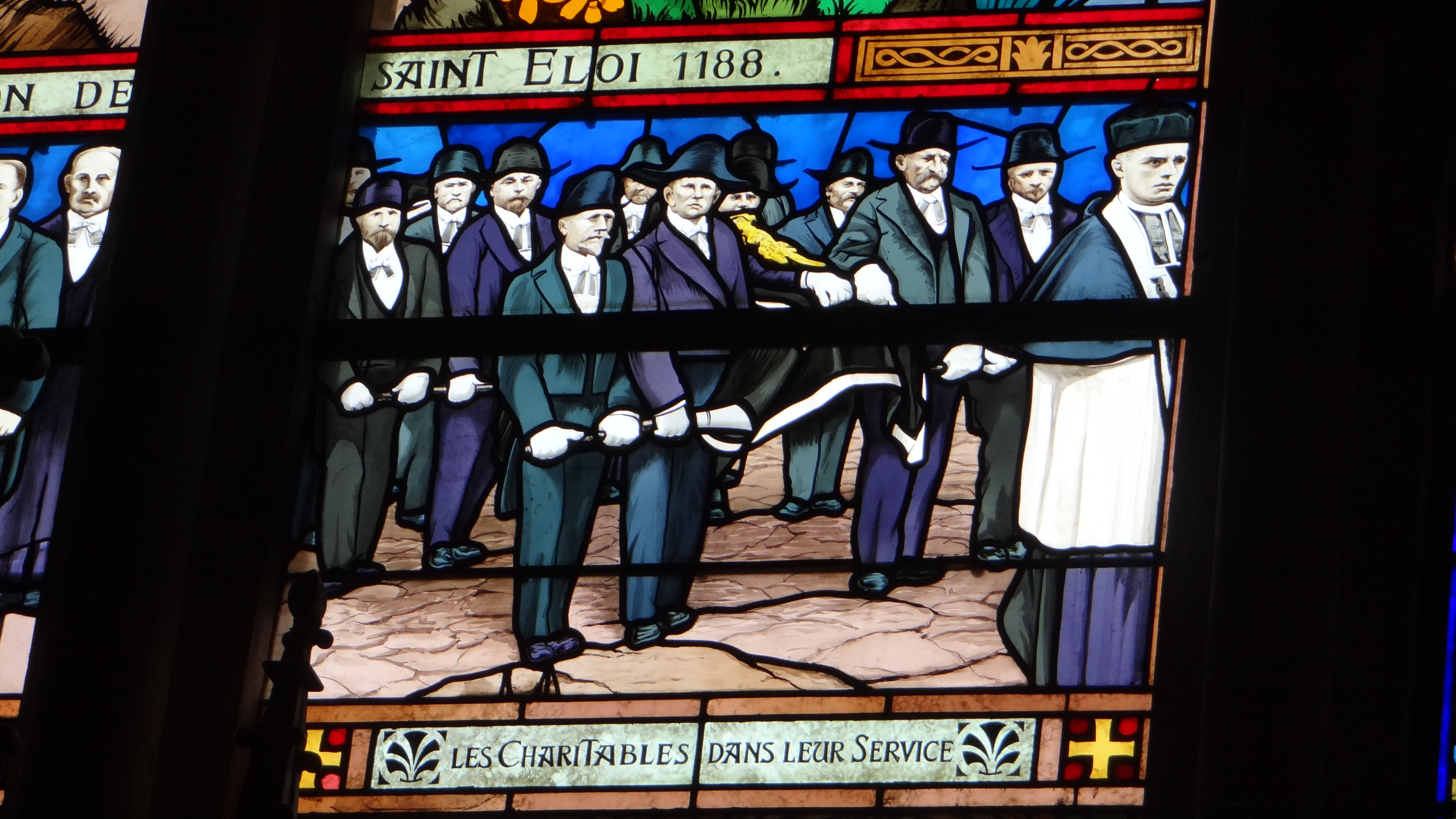
Confrérie des Charitables de Saint-Éloi – vitrail en l'église Saint-Vaast de Béthune.

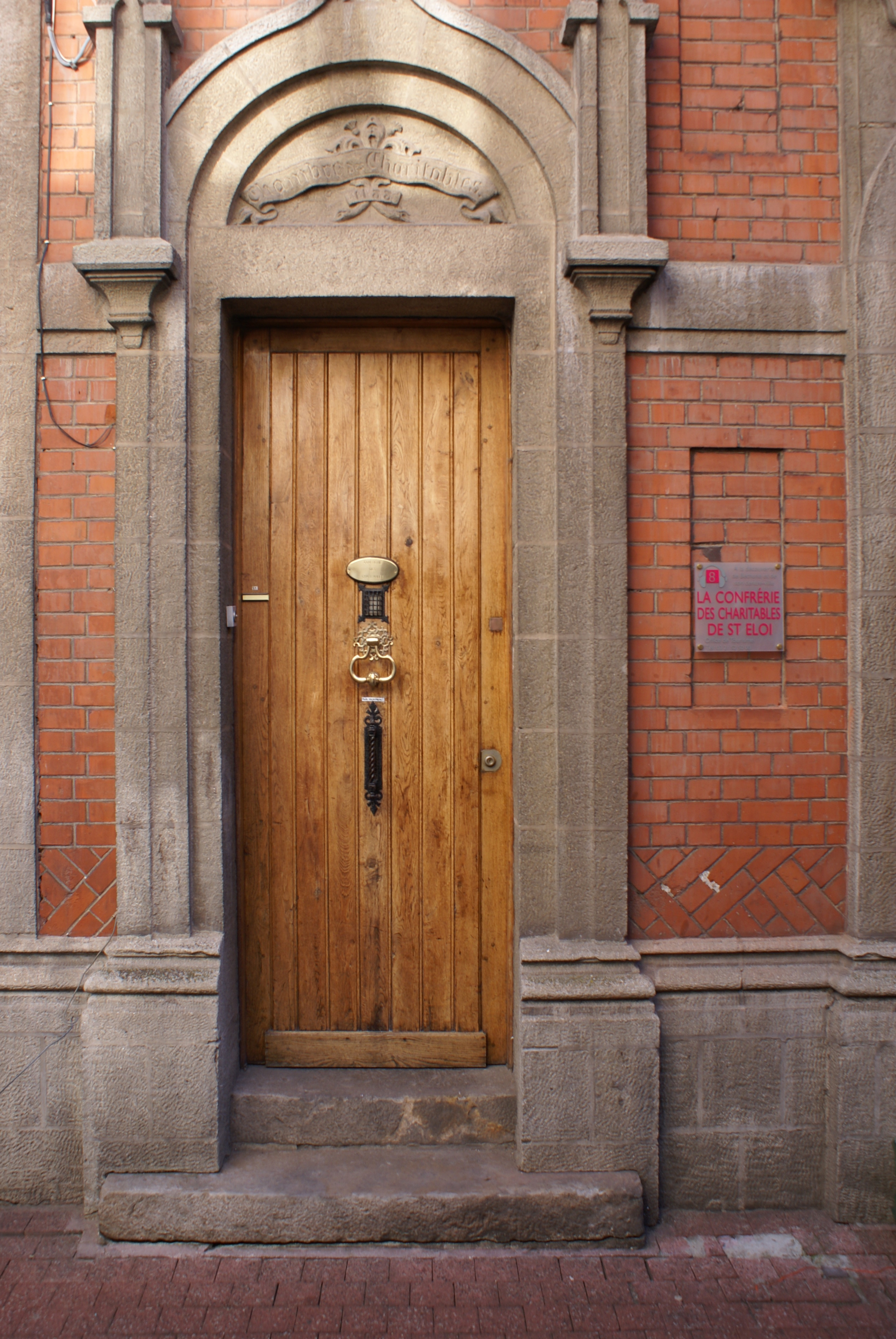
La Chambre de la Confrérie à Béthune.

La Confrérie des Charitables de Saint-Éloi est une organisation française, aujourd'hui laïque, de la région de Béthune (département du Pas-de-Calais) fondée en 1188 lors d'une grande épidémie de peste, toujours active et assurant notamment le service des enterrements. Ses membres sont placés sous la protection de saint Éloi qui les a rassurés : « Le fléau n'approchera point de vous, ni même de vos demeures ! » La légende veut que, depuis son origine, cette protection ait toujours sauvegardé les Charitables et leur famille. La devise de la confrérie est « Exactitude Union Charité ».

## Histoire de la fondation

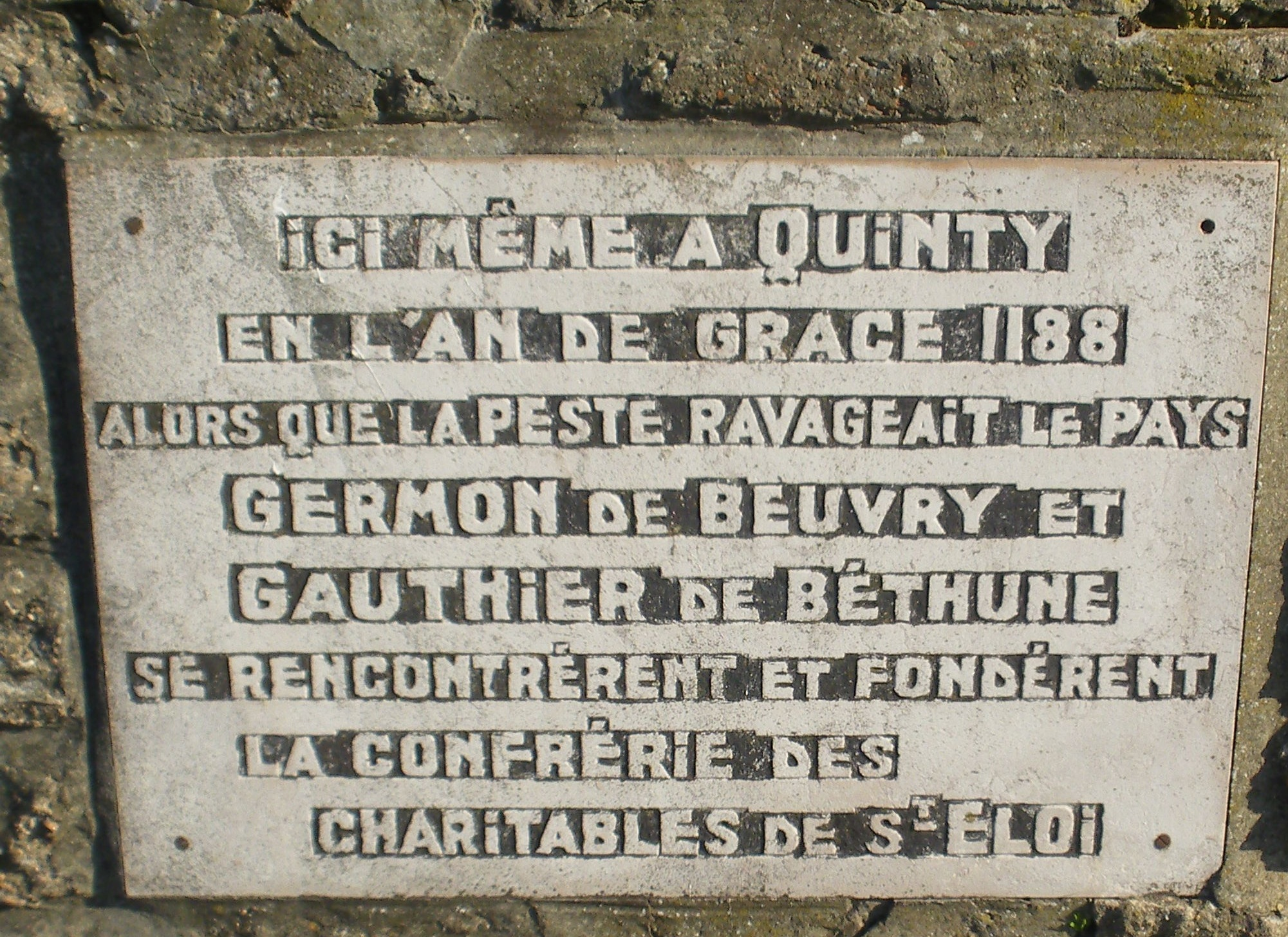
Plaque au parc du Quinty.

En 1188, une épidémie de peste dévaste l'Artois et les Flandres. Par peur de la contagion, personne ne souhaite ni soigner les malades, ni enterrer les morts. Les habitants s'amassent dans les églises et prient le protecteur local, saint Éloi, dernier recours imaginé pour arrêter la progression de la maladie. C'est alors que deux maréchaux-ferrants, Gautier et Germon, respectivement habitants de Béthune et de Beuvry, voient apparaître saint Éloi dans leur songe. Il leur demande de se rencontrer à la source de Quinty, située à la limite des deux communes, le jour de la saint Matthieu (le 21 septembre) afin de fonder une « karité » (charité ou confrérie).
La confrérie des charitables de Saint-Éloi est alors fondée grâce au soutien de Robert V de Béthune et du moine Rogon. Elle se charge de donner du pain aux pauvres, des soins aux malades, de consoler les mourants, d'ensevelir les morts et de leur donner une sépulture. Gautier et Germon sont bientôt épaulés par des habitants des deux villes et bien que la peste disparaisse grâce à leur action, les karitaules décident de continuer leur mission.
Au XIIIe siècle, les charitables décident d'édifier, près de la source de Quinty, la chapelle Saint-Éloi des Champs. Ce monument verra accueillir, au fil des siècles, de nombreux pèlerins, venus non seulement de France mais également de toute l'Europe.
Durant la Révolution, la confrérie fut officiellement dissoute le 15 fructidor de l'an V (en 1797), mais continua son action dans la clandestinité jusqu'au 20 floréal de l'an X (1802) où elle fut de nouveau autorisée.
Le 21 septembre 1853, l'évêque d'Arras, Mgr Pierre-Louis Parisis, demande à la confrérie de se soumettre à la tutelle de l'Église ou de se dissoudre. Elle refuse et devient, dès lors, laïque.

## Les coutumes de la confrérie

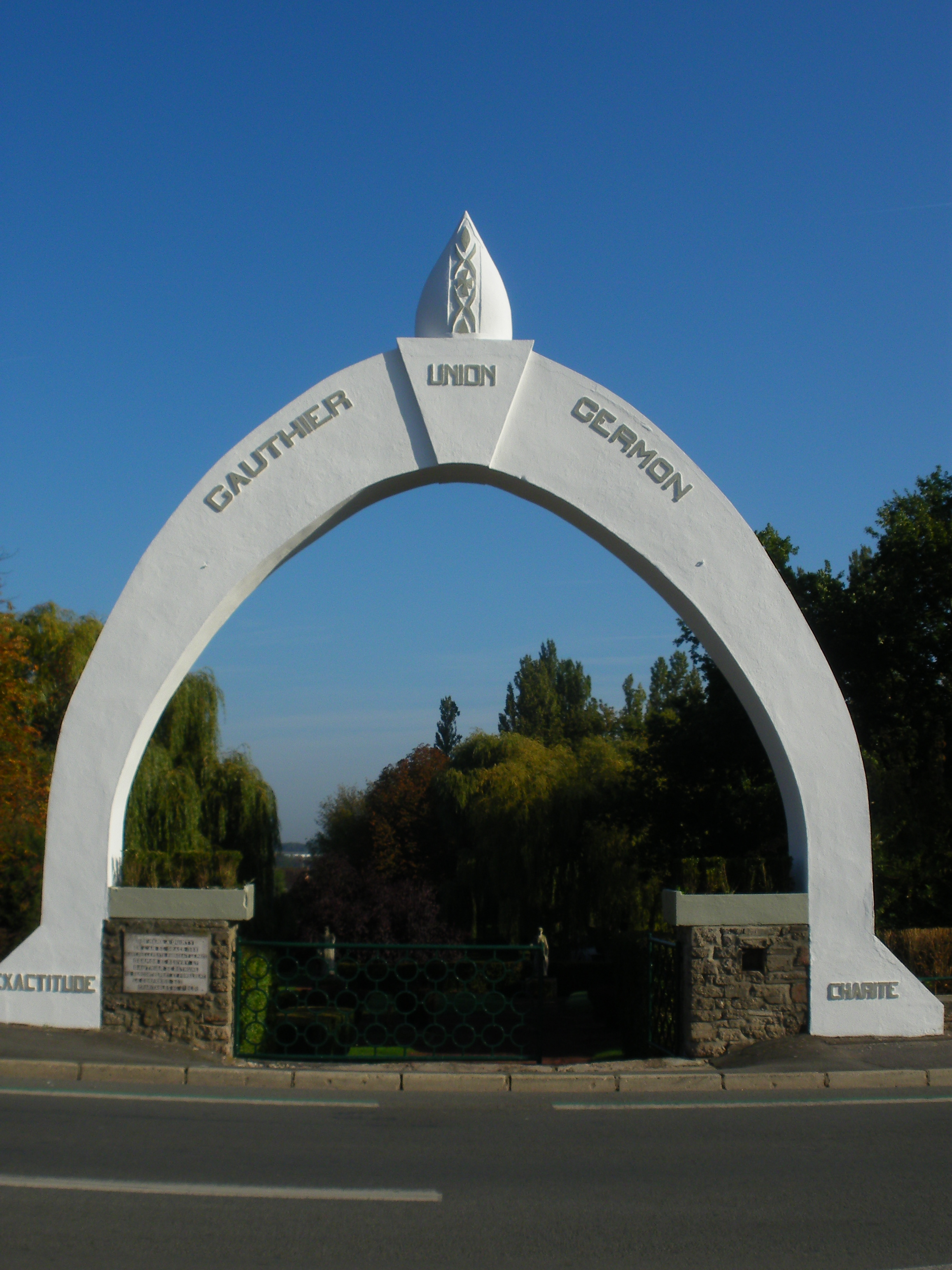
Le parc du Quinty.

La « procession à naviaux » a lieu chaque année, en septembre, le dimanche suivant la Saint-Mathieu, au parc Quinty à Beuvry, lieu de la rencontre originelle de Germon et de Gautier, les deux fondateurs des Charitables. Le nom « naviaux » de cette cérémonie, signifie navets. En effet, les Charitables utilisaient ces légumes pour se protéger des maladies. De plus, ils portent lors de cette cérémonie une baguette blanche ornée d'un bouquet de thym (plante médicinale chargée d'éloigner les microbes), de buis (celui béni aux Rameaux) et des fleurs (dont le parfum doit dissiper les odeurs). 
En juin, la confrérie organise une distribution de petits pains nommée la « quête des petits plombs ».

## Reconnaissances
Les charitables ont reçu le soutien du roi Louis XIV, des présidents de la République Sadi Carnot, Raymond Poincaré, Albert Lebrun, Vincent Auriol, du président du Conseil Georges Clemenceau, du président du Sénat Alain Poher, et du chef du régime de Vichy, Philippe Pétain.
Ils ont également reçu des Indulgences des papes Grégoire XIII, Clément VIII, Urbain VIII et des lettres de Pie XII et de Jean-Paul II.
La Confrérie des Charitables a également reçu plusieurs couronnes civiques et médailles d'honneur de la Société nationale d'encouragement au Bien. 
Pour leur dévouement lors de la première guerre mondiale, les Charitables ont été cités à l'ordre de l'Armée le 9 février 1917, à l'ordre de la Nation le 24 octobre 1918, reçu une lettre de félicitations du ministre de l'Intérieur le 8 avril 1921 et la médaille de la Reconnaissance française le 4 janvier 1938.

## Fonctionnement actuel
La Confrérie est structurée en plusieurs associations loi 1901 propres à chaque commune ou à chaque quartier.

## Aire d'action
Les associations confraternelles des Charitables officient actuellement dans les communes suivantes :
- Allouagne
- Annezin
- Béthune
- Beuvry
- Bouvigny-Boyeffles
- Bully
- Chocques
- Calonne-sur-la-Lys
- Cambrin
- Diéval
- Drouvin-le-Marais
- Essars
- Festubert
- Fouquereuil
- Fouquières-lès-Béthune
- Gonnehem
- Gosnay
- Hesdigneul-lès-Béthune
- Hinges
- Houchin
- La Bassée
- Labeuvrière
- La Couture
- La Buissière
- Lestrem
- Locon
- Noyelles-lès-Vermelles
- Oblinghem
- Ourton
- Paradis, hameau de la commune de Lestrem
- Vaudricourt
- Vendin-lès-Béthune
- Verquigneul
- Verquin
- Vieille-Chapelle

Bien que toutes inspirées du même mouvement certaines ne font plus référence à saint Éloi dans leur nom. Dans certains villages, il peut même exister des associations concurrentes.